# 林德赫斯特 (新澤西州)
林德赫斯特（英語：Lyndhurst）是一個位於美國新澤西州伯根縣的行政鎮區。

## 人口
根據2020年美國人口普查的數據，林德赫斯特的面積為12.86平方千米，當中陸地面積為11.87平方千米，而水域面積為0.99平方千米。當地共有人口22519人，而人口密度為每平方千米1,751人。